# Radost (postać literacka)
Radost – bohater sztuki komediowej Aleksandra Fredry Śluby panieńskie, stryjek Gustawa.
Jest to osobnik posunięty już w latach, bardzo bogaty, ale przy tym dobroduszny.
Planuje przyszłość swego bratanka - chce, by Gustaw ożenił się z Anielą Dobrójską. Stara się zrealizować ten cel wraz z matką dziewczyny. Nieświadomie zostaje przez Gustawa wplątany w intrygę mającą skłonić Anielę i jej przyjaciółkę Klarę, by złamały złożone śluby panieńskie. Wskutek podstępu Klara sądzi, że jej matka chce ją wydać za Radosta, co przeraża młodziutką dziewczynę. Wynikiem całej intrygi jest wiele śmiesznych nieporozumień i komicznych sytuacji. 
Znani odtwórcy roli Radosta w spektaklach teatralnych: Jerzy Bińczycki, Henryk Bista, Andrzej Bogucki, Tadeusz Chmielewski, Jan Englert, Mieczysław Frenkiel, Stanisław Igar, Eliasz Kuziemski, Andrzej Łapicki, Bohdan Łazuka, Ludwik Solski, Jerzy Stuhr, Andrzej Szczepkowski, Igor Śmiałowski, Jan Świderski, Andrzej Żarnecki, Robert Więckiewicz.